# Ronco (juego)
El ‘’’ronco’’’ es un juego de naipes que se juega con la baraja española de 40 cartas. Es un juego de mecánica sencilla y dinámica rápida ideal para grupos grandes de jugadores; aunque no hay límite a este respecto, el juego funciona mejor con un grupo de entre 5 y 15 jugadores.

## Objetivo
El ronco es un juego de eliminación. Cada ronda de juego se resuelve con un perdedor entre todos los jugadores; una vez que un jugador ha acumulado un número determinado de rondas perdidas, queda eliminado del juego. El juego termina cuando todos los jugadores excepto uno han sido eliminados, declarándose este vencedor.

## El juego

### Preparativos
Antes de empezar a jugar, se acuerda el número de rondas perdidas antes de quedar eliminado, normalmente entre 7 y 10. Es recomendable reducir el número para grupos de jugadores muy amplios, para no alargar excesivamente la duración de la partida.
Se designa al azar al jugador que hará de mano en la primera ronda.

### Dinámica
El jugador que hace de mano reparte una carta al azar a cada jugador, comenzando por el de su derecha. A continuación, este jugador es el primero en actuar, escogiéndo una acción de las siguientes:
- Quedarse con la carta que le ha tocado en suerte (anunciándolo con un “me planto”).
- Pasar su carta al jugador a su derecha (anunciándolo con un “paso”, o "la cambio"), el cual debe darle su carta a su vez.

A continuación el turno pasa al siguiente jugador, siempre hacia la derecha, que jugará su turno con la carta que posea (que será la que originalmente se le había repartido, o bien una nueva si el jugador anterior decidió pasar).
La ronda continúa hasta el último jugador, que es la mano. Las opciones de juego de este jugador son diferentes al resto:
- Quedarse con la carta que le ha tocado (o bien la que le ha pasado el jugador anterior), anunciándolo con un “cartas arriba”
- Cambiar su carta por otra al azar del mazo (cortado la baraja y enseñándola directamente al resto de jugadores), que deberá quedarse aunque sea peor que la que ya tenía.

### Roncar
Como excepción a la dinámica anterior, cuando a un jugador le ha tocado un Rey como carta, puede negarse a intercambiar su carta con el anterior cuando este decida pasar, anunciándolo mediante un ronquido. El jugador que intentaba pasar deberá quedarse con su carta.

### Resultado y puntuación
Una vez finalizada la ronda, todos los jugadores muestran sus cartas, determinándose el perdedor de la ronda de la siguiente forma:
- Si el jugador mano decidió cambiar su carta y le tocó en suerte un Rey con el cambio, él es el perdedor.
- En caso contrario, el jugador con la carta de numeración más baja en la mesa es el perdedor de la ronda.
- En caso de empate, se considera que todos los jugadores que coincidan con el valor más bajo han perdido.

Una vez determinado, se le anota al jugador la ronda perdida, y se procede a jugar la siguiente ronda, siendo mano el jugador que empezó jugando la ronda anterior.
Una vez que un jugador pierde el número de rondas al principio acordado, queda eliminado del juego. La partida continúa hasta que solamente queda un jugador, que gana la partida.
Otra variante es repartir el mismo número de fichas, amarracos (tipo mus), o monedas por jugador según lo pactado inicialmente. El juego se termina cuando sólo queda un jugador con "fichas" en su poder.
Cuando quedan cuatro jugadores o menos, puede darse la circunstancia de que se produzca un empate absoluto porque todos tengan el mismo valor de carta. En tal caso, la partida se considera nula, y no hay ganador.

## Estrategias
Debido a la limitación de opciones del jugador, el ronco tiene poco margen para la estrategia y un componente muy alto de azar.
Debe recordarse que el juego no consiste en conseguir la carta más alta posible, sino que se limita a no quedarse con la más baja. Por tanto, en el momento en que, observando el juego de los demás jugadores, se deduzca que alguien tiene una carta más baja que la que se tiene en mano, esta se debe conservar, aunque sea de un valor bajo.
Por ejemplo, si todos los jugadores “pasan” la misma carta en sucesión, es fácilmente deducible que esta es una baza muy mala (un as, dos, o tres). En el momento en el que un jugador impide que se la pasen (por tener un rey), la jugada más razonable para todos los jugadores siguientes es quedarse con el naipe que tengan aunque sea mediocre (cualquier valor de tres o más les salvará de perder la ronda con mucha probabilidad).
De forma similar, si un jugador pasa su carta, y el siguiente le devuelve una de valor inferior a la que tenía, el siguiente obviamente debe quedarse (ya sabe que otro jugador lleva menos que él, porque él mismo ha entregado la carta inferior); además, el resto de jugadores, al ver este juego, saben que hay en juego una carta aún peor que la que se estaba pasando (probablemente un as o un dos), con lo que cualquier otra carta debe conservarse.

## Variantes

### Poroli
Variante en el sur de España, para jugar en familia mayores y pequeños. El juego de naipes llamado "Poroli" utiliza la misma dinámica explicada para el Ronco (juego), pero con las particularidades siguientes:
- La carta con el uno (as) de bastos se considera el "Poroli", y es la carta menos deseada.
- Si un jugador se queda en posesión del Poroli y pierde la ronda, puntua cómo pérdida doble: devuelve dos fichas a la banca, en vez de sólo una como en el resto de los casos.
- En el caso descrito anteriormente, ante la finalización de una ronda con el "Poroli", el resto de jugadores cantan con sorna y al unísono al perdedor la canción que da nombre al juego: ¡Poroli! ¡Poroli! ¡Poroli!
- No se aplica la regla de que "la mano" pierda la ronda si saca un Rey una vez decide cortar la baraja. No existe esa norma en el "Poroli".

- Datos: Q6111706